# Mazdak

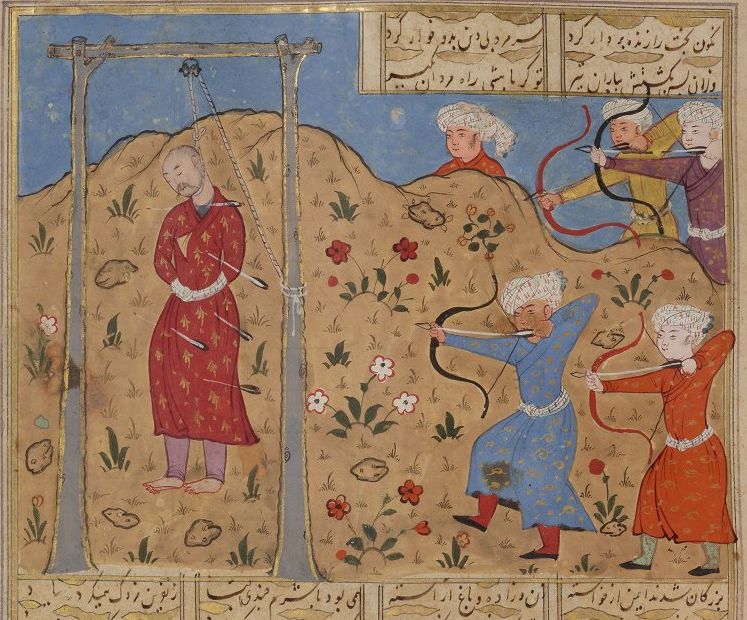
Schahnameh: Hinrichtung von Mazdak

Mazdak (neupersisch مزدک; geboren in Westiran; gestorben 524 oder 528) war ein zoroastrischer Priester und Reformer im spätantiken Sassanidenreich.

## Leben
Das Wirken des Sohns eines nicht näher bekannten Bāmdād wird auf die Regierungszeit des sassanidischen Königs Kavadh I. datiert, welcher zeitweise seine Ideen unterstützte, wohl um den sassanidischen Adel einzuschränken.
Seine Lehre, deren Konsequenz in Güter- und Frauengemeinschaft beschrieben wird, beinhaltete gnostisch-esoterische Anteile und war möglicherweise beeinflusst vom Manichäismus, der 300 Jahre vorher gestiftet worden war. Bezug nahm er nach Al-Mas'ūdī dagegen öffentlich auf das Avesta. Er war Schüler von Zaradust-e Khuragen, Vegetarier und wird in der Forschung als Sozialreformer, Sozialrevolutionär, gar Präkommunist gedeutet. Somit kann er als (unter Umständen mythischer) Begründer der Mazdakiten bezeichnet werden.
Auf Befehl von Chosrau I. wurde er zu Tode gefoltert. In derselben und darauffolgenden Zeit wurden seine Anhänger hingerichtet. Reste der Mazdakiten hielten sich noch bis ins 8. Jahrhundert. Im Zuge der Verfolgung wurden alle Schriften von Mazdak vernichtet, sodass heute keine Originalquellen mehr erhalten sind.